# Igreja Matriz de Nossa Senhora da Graça (São Francisco do Sul)
A Igreja Matriz de Nossa Senhora da Graça é uma igreja católica inaugurada em 1665, localizada em São Francisco do Sul, no estado Santa Catarina, sendo considerada a primeira igreja do estado.

## História
A história da igreja começa no ano de 1553, quando o bergantim espanhol La Concepción aportou na cidade. A tripulação vinha da Espanha em uma expedição de povoamento rumo a região do Rio da Prata. Entretanto, durante o percurso, ao largo do litoral de São Paulo, os tripulantes foram pegos de surpresa por uma tempestade no meio da noite. No momento de desespero, todos se ajoelharam em frente à uma imagem de Nossa Senhora da Graça que estava na embarcação e prometeram que, se sobrevivessem àquela tormenta, construiriam uma capela em devoção à Nossa Senhora da Graça na primeira terra que avistassem, sendo essa terra São Francisco do Sul.
A capela primitiva era feita de palha, porém, no final da década de 1600, por decisão dos senhores de engenho da região, iniciou-se a construção da igreja atual, que foi construída por escravos, utilizando pedra, cal e óleo de baleia, sendo inaugurada somente no ano de 1665.
Inicialmente, a igreja não possuía nenhuma torre, porém logo depois foi erguida a primeira, com relógio, e mais tarde, em 1940 (ou no início dos anos 1950), foi erguida a segunda.